# Arcana imperii
L'espressione arcana impèrii significa letteralmente i "segreti del potere" o i "principi del potere" o "dello stato".

## Fonte
Essa si ritrova in due passi dell'opera di Tacito, segnatamente nelle Historiae (I, 4) e negli Annales (II, 36).
Il passo degli Annales è il seguente: 
(Publio Cornelio Tacito, Annales II, 36)
Nelle Historiae si legge:
(Publio Cornelio Tacito, Historiae, Libro I, 4)
In quell'occasione narrata da Tacito, infatti, la morte del tiranno Nerone nel 68 (dopo la rivolta di Vindice e poi di Galba) aveva aperto una crisi generale di governabilità nell'impero romano, che in breve tempo condusse alla guerra civile. Di fronte al fatto che le proclamazioni degli imperatori ormai avvenivano lontano dall'Urbs e le successioni si decidevano con gli scontri in campo aperto tra gli aspiranti al titolo, apparve evidente come il Senato fosse ormai impotente e come la forza e la scelta stessa del Principe (il principio del potere) si misurasse in base alla fedeltà dell'esercito.

## Utilizzo
Nel Seicento il giurista Clapmarius distingueva gli jura sive arcana imperii dagli arcana dominationis: i primi sono i fondamenti universali degli Stati e ciò che ad essi garantisce la conservazione; i secondi invece sono i princìpi occulti ai quali s’ispirano i governanti per non farsi spodestare e dipendono dalla forma della res publica.
La Rivoluzione francese operò una rottura rivolta «non solo agli arcana imperii (l’impianto istituzionale della monarchia «assoluta»), ma anche (anzi ancor più) agli arcana juris, o meglio ancora agli arcana imperii insiti negli arcana juris» . "L’idea che il potere del giudice discendesse direttamente da valori universali, immanenti all’uomo, trovava forma nell’identificazione tra arcana juris ed arcana majestatis, propria del giusnaturalismo tardo settecentesco. Una concezione che assegnava al giurista il ruolo strategico di custode ed interprete unico di quell’ordine divino, dal quale derivava il diritto".